# Дружина (фільм, 2017)
«Дружина» (англ. The Wife) — драматична стрічка 2017 року, зрежисована Бйорном Рунге, за мотивами однойменного роману Мег Волітцер про жінку, що сумнівається у власних життєвих виборах під тиском кар'єрних успіхів чоловіка.

## Сюжет
Фільм показує життя подружньої письменницької пари в двох часових вимірах - в 1992 році, коли чоловіка нагороджують Нобелівською премією з літератури, і в 1958 році, коли молода і талановита студентка Джоан закохується в свого професора Джо Каслмана, зрештою поклавши на вівтар його слави свій талант і відмовившись від власного шляху в житті. 

## У ролях
| Актор              | Роль                 |
| ------------------ | -------------------- |
| Глен Клоуз         | Джоан Каслман        |
| Енні Старк         | молода Джоан Каслман |
| Джонатан Прайс     | Джо Каслман          |
| Гаррі Ллойд        | молодий Джо Каслман  |
| Макс Айронс        | Девід Каслман        |
| Крістіан Слейтер   | Натаніел             |
| Елізабет Макговерн | Елейн Мозелл         |

## Створення фільму

### Знімальна група
- Кінорежисер — Бйорн Рунге
- Сценаристка — Джейн Андерсон
- Кінопродюсер/ки — Розалі Сведлін, Мета Луїза Фольдагер, Пітер Густафссон, Клаудія Блюмхубер
- Композиторка — Жоселін Пук
- Кінооператор — Ульф Брантос
- Кіномонтаж — Лена Рунге

## Сприйняття

### Критика
На сайті Rotten Tomatoes оцінка стрічки становить 85 % на основі 200 відгуків від критиків (середня оцінка 7,1/10)., Internet Movie Database — 7,2/10 (18 594 голосів), Metacritic — 77/100 (36 відгуків критиків).